# Bienwald und Viehstrichwiesen
Bienwald und Viehstrichwiesen este o arie protejată (arie de protecție specială avifaunistică — SPA) din Germania întinsă pe o suprafață de 16.345 ha, integral pe uscat.

## Localizare
Centrul sitului Bienwald und Viehstrichwiesen este situat la coordonatele 49°02′26″N 8°09′42″E / 49.0406°N 8.1617°E.

## Înființare
Situl Bienwald und Viehstrichwiesen a fost declarat arie de protecție specială avifaunistică în ianuarie 2004 pentru a proteja 37 de specii de animale.

## Biodiversitate
Situată în ecoregiunea continentală, aria protejată nu include niciun habitat protejat.
La baza desemnării sitului se află mai multe specii protejate de  păsări (37): minunița (Aegolius funereus), pescăruș albastru (Alcedo atthis), rață mică (Anas crecca crecca), fâsă de luncă (Anthus pratensis), Ardea cinerea cinerea, caprimulg (Caprimulgus europaeus), Charadrius dubius curonicus, barză albă (Ciconia ciconia ciconia), barză neagră (Ciconia nigra), erete de stuf (Circus aeruginosus), erete vânăt (Circus cyaneus), erete cenușiu (Circus pygargus), porumbel de scorbură (Columba oenas), cristeiul de câmp (Crex crex), ciocănitoarea de stejar (Dendrocopos medius), ciocănitoare neagră (Dryocopus martius), egretă mică (Egretta garzetta), becațină comună (Gallinago gallinago), ciuvică (Glaucidium passerinum), Grus grus grus, capîntortură (Jynx torquilla), sfrâncioc roșiatic (Lanius collurio), ciocârlie de pădure (Lullula arborea), Luscinia svecica cyanecula, gaia neagră (Milvus migrans), gaia roșie (Milvus milvus), codobatura galbenă (Motacilla flava), grangur (Oriolus oriolus), viespar (Pernis apivorus), ciocănitoare verzuie (Picus canus), Rallus aquaticus aquaticus, lăstun de mal (Riparia riparia), mărăcinar (Saxicola rubetra), mărăcinar negru (Saxicola torquatus), sitar de pădure (Scolopax rusticola), pupăză (Upupa epops), nagâț (Vanellus vanellus).